# Rhaphiptera alvarengai
Rhaphiptera alvarengai là một loài bọ cánh cứng trong họ Cerambycidae.